# 磷-30
磷-30（Phosphorus-30、30P）是磷的同位素之一。

## 历史
磷-30是世界上第一个人工合成的放射性同位素。在1934年，弗雷德里克·约里奥-居里和伊雷娜·约里奥-居里夫妇在天然存在的铝同位素铝-27上照射α粒子后合成。受到α粒子撞击的铝-27会释放出多余的1个中子，从而合成了磷-30。乔里奥-居里夫妇由磷-30成功合成的成果，而获得了第二年的诺贝尔化学奖（获奖理由：发现人工放射性同位素）。

## 衰变
磷-30有大约2分30秒的半衰期，作为磷的放射性同位素，拥有其中持续时间第三长的半衰期。磷-30会因其100%发生的正电子发射而衰变为稳定同位素的硅-30。
磷-30的母体核素中，硫-30和氯-31被知道，但是两者本身以及母体核素都比磷-30的半衰期更短，是天然不存在的人工放射性同位素。硫-30半衰期为1.178秒，其中100%正电子发射，氯-31半衰期为0.15秒，其中0.7%的正电子发射和质子发射同时发生，由此变成为磷-30。另外，氯-31剩余的99.3%通过单纯的正电子发射变成了磷的稳定同位素——磷-31。